# Anne Caron
Pour les articles homonymes, voir Caron.
Anne Caron est une actrice québécoise spécialisée dans le doublage née en janvier 1950. Elle est la voix officielle de Whoopi Goldberg et de Glenn Close dans les doublages québécois.

## Biographie
Après des études au Conservatoire d'art dramatique de Montréal, qu'elle compléta en 1973, Anne Caron s'est lancée dans le doublage de films en 1977.

## Filmographie
- 1980 : Frédéric : Catherine
- 1986 : L'Amour avec un grand A
- 2004 : CQ2 (Seek You Too) : Gardienne d'entrée
- 2013 : Tom à la ferme de Xavier Dolan : le docteur

## Doublage
Doublage (liste sélective) :
- Whoopi Goldberg dans :
  - 100 % américain : Sara Matthews
  - Rock n' Nonne 2 : De retour au couvent : Deloris Van Cartier
  - Corrina, Corrina : Corrina Washington
  - Star Trek : Générations : Guinan
  - Pas besoin des hommes : Jane
  - Eddie : Edwina 'Eddie' Franklin
  - L'associé : Laurel Ayres
  - Richard au pays des livres magiques : Fantaisie
  - Le pot aux roses : Elle-même
  - Rudolph, le petit renne au nez rouge : Le film : Stormella
  - Au fil de l'amour : Delilah
  - Les Aventures de Rocky et Bullwinkle : La juge
  - Zig Zag, l'étalon zébré : Franny
  - Les Tobby des neiges : Miss Mitens

- Glenn Close dans :
  - Le Mystère von Bülow : Sunny von Bulow/Narratrice
  - Le pot aux roses : Elle-même
  - Mary Reilly : Mrs. Farraday
  - Les 101 Dalmatiens : Cruella d'Enfer
  - Mars attaque! : Première dame Marsha Dale
  - Air Force One : Avion présidentiel : Vice-présidente Kathryn Bennett
  - Tout ce qu'on peut apprendre d'une femme au premier regard (Regards de femmes) : Dre Elaine Keener
  - Les 102 dalmatiens : Cruella d'Enfer
  - Le confort des objets : Esther Gold
  - Les femmes de Stepford : Claire Wellington
  - Evening : Mrs. Wittenborn

- Bette Midler dans :
  - Trouble en double : Sadie Shelton/Ratliff
  - Entre deux plages : Cecilia 'CC' Carol Bloom
  - Stella : Stella Claire
  - C'est le petit qu'il nous faut : Doris
  - Fantasia 2000 : Elle-même
  - Qui a tué Mona ? : Mona Dearly
  - Ce que femme veut : Dre J.M. Perkins
  - Femmes : Leah Miller

- Sigourney Weaver dans :
  - Dave : Ellen Mitchell
  - La jeune fille et la mort : Paulina Escobar
  - L’imitateur : Helen Hudson
  - Les enjôleuses : Angela Nardino / Max Conners / Ulga Yevanova
  - Le passage : Directrice Walker
  - Plaisirs glacés : Linda Freeman
  - Le conte de Despereaux : Narratrice
  - Red Lights : Margaret Matheson